# Rusland en de Europese Unie
Dit artikel gaat over de mogelijk toekomstige toetreding van Rusland tot de Europese Unie.

## Inleiding
Tussen Europa en Rusland zijn er van oudsher vele banden. Momenteel is de EU de grootste handelspartner en investeerder voor het land. Zie verder de geschiedenis van Rusland en de economie van Rusland.

## Voorstanders van toetreding
Een van de meest uitgesproken voorstanders van nauwere samenwerking tussen Rusland en de Europese Unie was de Italiaanse ex-premier Silvio Berlusconi. In een artikel in de Italiaanse media in mei 2002 zei hij dat lid worden van de EU de volgende stap zou zijn in Ruslands integratie in de westerse wereld, In november 2005 zei hij daarover: "Ik ben ervan overtuigd, ook al is het een droom... het ligt niet te ver van een droom en ik denk dat het op een dag zal gebeuren".
De voormalige Duitse kanselier Gerhard Schröder heeft gezegd dat Rusland "zijn plaats moet vinden zowel in de NAVO, en op langere termijn als het aan alle eisen voldoet, in de Europese Unie".

## Obstakels
De kans dat Rusland in de nabije toekomst lid van de EU zal worden wordt klein ingeschat. Analisten hebben benadrukt dat het nog decennialang zal gaan duren voordat het gekwalificeerd kan worden.
Enkele van de (vele) obstakels die nog opgelost moeten worden:
- De kwestie van de persvrijheid en vrije meningsuiting in Rusland. In de afgelopen jaren zijn verschillende openlijke tegenstanders van de huidige regering onder verdachte omstandigheden omgekomen.
- De Russische maffia en de algemene corruptie van ambtenaren.
- Mensenrechten voor minderheden.
- Economische vrijheid.
- Het grensdispuut tussen Rusland en Oekraïne over de Krim, dat de 27 EU-lidstaten erkennen als soeverein Oekraïens grondgebied maar dat in 2014 werd geannexeerd door Rusland.
- De oorlog in Oost-Oekraïne waar veel Europese landen Rusland verantwoordelijk voor houden.
- De Russische invasie van Oekraïne in 2022.

Oprichting:

1957: ondertekening Verdrag van Rome door:
België · Frankrijk · Bondsrepubliek Duitsland · Nederland · Luxemburg · Italië

1958: oprichting Europese Economische Gemeenschap

Uitbreidingen:

1973: Denemarken · Ierland · Verenigd Koninkrijk

1981: Griekenland

1986: Portugal · Spanje

1995: Finland · Oostenrijk · Zweden

2004: Cyprus · Estland · Hongarije · Letland · Litouwen · Malta · Polen · Slovenië · Slowakije · Tsjechië

2007: Bulgarije · Roemenië

2013: Kroatië

Kandidaat-lidstaten:

Albanië · Bosnië en Herzegovina · Georgië · Moldavië · Montenegro · Oekraïne · Noord-Macedonië · Servië · Turkije

Potentiële lidstaten:

Kosovo 

Staten die hun aanvraag introkken:

IJsland · Liechtenstein · Noorwegen · Zwitserland
Overige Europese staten:

Armenië · Azerbeidzjan · Wit-Rusland · Rusland
Uitgetreden staten:

2020: Verenigd Koninkrijk